# 72-й гвардейский миномётный полк
72-й гвардейский миномётный полк — гвардейское формирование (воинская часть) вооружённых сил СССР в Великой Отечественной войне.
Полное наименование, после окончания войны — 72-й гвардейский миномётный Двинский ордена Александра Невского полк.

## История
Сформирован в мае 1942 года в Москве. При формировании военнослужащие располагались, в частности, в здании школы № 148 (Хорошевское шоссе, дом № 64А, стр. 1).
3 ноября 1944 года за образцовое выполнение заданий командования в боях с немецкими захватчиками, овладение городом Рига и проявленные при этом доблесть и мужество награждён орденом Александра Невского (орден № 9675).

## Вхождение в действующую армию
В действующей армии:
- 07.07.1942 — 05.02.1943
- 11.03.1944 — 09.05.1945
- 09.08.1945 — 03.09.1945

## Состав
- штаб
- 336-й отдельный гвардейский миномётный дивизион (03.08.1944 переименован в 1-й гвардейский миномётный дивизион 72 гв. минп)
- 337-й отдельный гвардейский миномётный дивизион (03.08.1944 переименован в 2-й гвардейский миномётный дивизион 72 гв. минп)
- 338-й отдельный гвардейский миномётный дивизион (03.08.1944 переименован в 3-й гвардейский миномётный дивизион 72 гв. минп)

## Командиры
- майор Ланцман Исаак Ильич (1942—1943),
- майор Толмачёв Матвей Евгеньевич (8.1942, в 1945 — ком-р 38 ГМБр),
- подполковник Куриенко Пётр Петрович (1943 — 9.1944, затем замком по ГМЧ 22 А),
- майор / подполковник Кобелев Алексей Иванович (9.1944 — 9.1945);  зам.ком по с/ч подполковник Макарян Хорен Абрамович (1944, с 9.1944 замком 14 ГМБр), майор Вдовухин Владимир Степанович (с 8.1944, в 1945 — ком-р 19 ГМП), майор Салтыков Анатолий Николаевич (8.1945);  нач.штаба — капитан Апельсинов Фёдор Алексеевич (7.1942, затем ком-р бат. 3 гмд (6.1944), затем ком-р 2-го д-на), майор Галихайдаров Байзави Загирович (1944, затем в 2-м Уч.мин. б-де), майор Муравьёв Иван Иванович (с осени 1944 по 6.1945, затем НШ 14 ГМБр), майор Стройнов Пётр Александрович (8.1945);  замполит майор Побережный Василий Александрович (2.1943);

Командиры дивизионов: 
- 336 огмдн / 1 — капитан Галихайдаров Байзави Загирович (1942, в 1944 — НШ полка), майор Вдовухин Владимир Степанович (3.1944, затем замком по с/ч полка), майор Стройнов Пётр Александрович (8.1944, в 8.1945 — НШ полка), майор Коваль Антон Григорьевич (1945);
- 337 огмдн / 2 — мл. л-т Гурин Иван Андреевич (с 11.1942, убит — 1.08.1944), капитан Иванов Зиновий Трифонович (с 3.1944, в 1942 — нш 336 гмд, в 1945 — НШ 310 ГМП), капитан / майор Апельсинов Ф. А. (с 8.1942 и в 7.1944, затем — нач. опер.отд. по исп. ГМЧ 22 А), капитан Фёдоров Василий Иванович (1945), ст. л-т Чегодаев Николай Васильевич (8.1945); нш д-на ст. л-т Баранов Максим Иванович (1942, в 1944 — НШ 54 ГМП); воен. комиссар Герой Советского Союза (1940) ст. пол-рук Жолоб В. С. (9.1942, в 1944 — замполит 3 д-на 90 ГМП);
- 338 огмдн / 3 — капитан Добреньков Юрий Яковлевич (1945), капитан Охрименко Пётр Дорофеевич (1944, в 1945 — замком по с/ч 19 ГМП); нач.штаба д-на ст. л-т Смирнов Николай Александрович (1945);

## В составе[5]
| Дата            | Фронт (округ)                                  | Армия                 | Примечания |
| --------------- | ---------------------------------------------- | --------------------- | ---------- |
| 01.06.1942 года | Московский военный округ                       | -                     | -          |
| 01.07.1942 года | Резерв Ставки ВГК                              | -                     | -          |
| 01.08.1942 года | Брянский фронт                                 | -                     | -          |
| 01.09.1942 года | Брянский фронт                                 | 38-я армия            | -          |
| 01.10.1942 года | Донской фронт                                  | 1-я гвардейская армия | -          |
| 01.11.1942 года | Донской фронт                                  | 66-я армия            | -          |
| 01.12.1942 года | Донской фронт                                  | 66-я армия            | -          |
| 01.01.1943 года | Донской фронт                                  | 66-я армия            | -          |
| 01.02.1943 года | Донской фронт                                  | -                     | -          |
| 01.03.1943 года | Резерв Ставки ВГК, Сталинградская группа войск | -                     | -          |
| 01.04.1943 года | Резерв Ставки ВГК, Сталинградская группа войск | -                     | -          |
| 01.05.1943 года | Московский военный округ                       | -                     | -          |
| 01.06.1943 года | Московский военный округ                       | -                     | -          |
| 01.07.1943 года | Московский военный округ                       | -                     | -          |
| 01.08.1943 года | Московский военный округ                       | -                     | -          |
| 01.09.1943 года | Московский военный округ                       | -                     | -          |
| 01.10.1943 года | Московский военный округ                       | -                     | -          |
| 01.11.1943 года | Московский военный округ                       | -                     | -          |
| 01.12.1943 года | Московский военный округ                       | -                     | -          |
| 01.01.1944 года | Московский военный округ                       | -                     | -          |
| 01.02.1944 года | Московский военный округ                       | -                     | -          |
| 01.03.1944 года | Московский военный округ                       | -                     | -          |
| 01.04.1944 года | 2-й Прибалтийский фронт                        | -                     | -          |
| 01.05.1944 года | 2-й Прибалтийский фронт                        | -                     | -          |
| 01.06.1944 года | 2-й Прибалтийский фронт                        | 1-я Ударная армия     | -          |
| 01.07.1944 года | 2-й Прибалтийский фронт                        | 1-я Ударная армия     | -          |
| 01.08.1944 года | 2-й Прибалтийский фронт                        | 4-я Ударная армия     | -          |
| 01.09.1944 года | 2-й Прибалтийский фронт                        | -                     | -          |
| 01.10.1944 года | 2-й Прибалтийский фронт                        | -                     | -          |
| 01.11.1944 года | 2-й Прибалтийский фронт                        | -                     | -          |
| 01.12.1944 года | 2-й Прибалтийский фронт                        | -                     | -          |
| 01.01.1945 года | 2-й Прибалтийский фронт                        | -                     | -          |
| 01.02.1945 года | 2-й Прибалтийский фронт                        | -                     | -          |
| 01.03.1945 года | 2-й Прибалтийский фронт                        | -                     | -          |
| 01.04.1945 года | Ленинградский фронт, Курляндская группа войск  | 42-я армия            | -          |
| 01.05.1945 года | Ленинградский фронт, Курляндская группа войск  | 42-я армия            | -          |
| 01.06.1945 года | -                                              | -                     | -          |
| 01.07.1945 года | -                                              | -                     | -          |
| 01.08.1945 года | Приморская группа войск                        | 5-я армия             | -          |
| 01.09.1945 года | Дальневосточный фронт                          | 5-я армия             | -          |

## Послевоенный период
В настоящее время, после многочисленных переформирований, это формирование — 338-я гвардейская реактивная артиллерийская Двинская ордена Александра Невского бригада Краснознамённого Дальневосточного военного округа (в/ч 57367, село Новосысоевка Яковлевского района Приморского края).